# Комарніцький Олексій Миколайович
Олексій Миколайович Комарніцький (1993—2022) — майор (посмертно) Збройних Сил України, учасник російсько-української війни.

## Життєпис
Народився 27 листопада 1993 року в місті Ка́м'яне́ць-Поді́льський Хмельницької області.
Військову службу проходив у 91 окремому Охтирському полку підтримки.
Брав участь в АТО, ООС.
Загинув 26 лютого 2022 в районі міста Охтирка.

## Нагороди та вшанування
- Орден «За мужність» III ступеня[1].
- Почесний громадянин міста-героя Охтирки.